# Бренди
Бренди је жестоко алкохолно пиће које се добија дестилацијом вина или ферментиране воћне каше. Бренди углавном садржи 35–60% алкохола по запремини и типично се користи као аперитив. Вињак и коњак су неке од варијација овог пића.
Име долази од холандског brandewijin, дестиловано вино.
Неке ракије се праве у дрвеној буради. Друге су обојене карамелном бојом како би имитирале ефекат старења, а неке се производе коришћењем комбинације старења и бојења. Варијетети винских ракија могу се наћи широм света винарства. Међу најпознатијима су коњак и армањак из југозападне Француске.
У ширем смислу, бренди такође означава ликаре добијене дестилацијом комине (која даје комовицу) или кашу од било којег другог воћа (воћна ракија). Ови производи се такође називају eau de vie (што у преводу значи „вода живота”).

## Историја
Порекло брендија везује се за развој дестилације. Иако је процес био познат у класично доба, није коришћен за значајну производњу пића све до 15. века. Почетком 16. века француски бренди је помогао да се покрене трговина преко атлантског троугла када је преузела централну улогу португалског ојачаног вина због већег садржаја алкохола и лакоће транспорта. Кануисти и стражари на афричкој страни трговине углавном су плаћани брендијем. До касног XVII века, рум је заменио бренди као преферентни алкохол у размени у трговачком троуглу.
У почетку, вино је дестиловано као метода конзервирања и да би се трговцима олакшало транспорт. Такође се сматра да је вино првобитно дестиловано да би се смањио порез, који се процењивао по запремини. Намера је била да се вода уклоњена дестилацијом врати назад у бренди непосредно пре конзумирања. Откривено је да се након складиштења у дрвеним бачвама добијени производ побољшао у односу на оригинални дестиловани алкохол. Поред уклањања воде, процес дестилације је довео до стварања и разлагања бројних ароматичних једињења, суштински мењајући састав дестилата из његовог извора. Неиспарљиве супстанце као што су пигменти, шећери и соли остале су у мировању. Као резултат тога, укус дестилата је често био сасвим другачији од извора.
Како се већина брендија дестилује од грожђа, региони света који производе одличне брендије су отприлике били паралелни са онима у којима се производи грожђе за виноградарство. Крајем XIX века западноевропским тржиштима, укључујући и њихова прекоморска царства, доминирали су француски и шпански бренди, а источном Европом су доминирали брендији из региона Црног мора, укључујући Бугарску, Крим и Грузију. Дејвид Сараџишвили је 1884. године основао фабрику брендија у Тбилисију у Грузији, раскрсници турских, централноазијских и персијских трговачких путева и део тадашњег Руског царства.

## Технологија
Осим неколико великих произвођача, производња и потрошња брендија имају тенденцију да поприме регионални карактер, те се начини производње значајно разликују. Вински бренди се производи од разних сорти грожђа. За висококвалитетни бренди користи се посебан избор сорти, које дају изразиту арому и карактер, док се јефтиније праве од вина које је доступно.
Бренди се прави од такозваног базног вина, које се знатно разликује од обичних стоних вина. Прави се од раног грожђа како би се постигла већа концентрација киселина и нижи нивои шећера. Основно вино генерално садржи мање количине (до 20 mg/L) сумпора од уобичајених вина, јер ствара нежељени бакар(II) сулфат у реакцији са бакром у лонцу. Талог квасца који настаје током ферментације може, али и не мора да се задржи у вину, у зависности од стила брендија.

## Конзумација

### Сервирање
Бренди се традиционално служи на собној температури (чист) из снифтера у винске чаше или чаше облика лале. Када се пије на собној температури, често се лагано загреје држањем чаше у длану или благим загревањем. Прекомерно загревање брендија може довести до тога да алкохолна пара постане прејака, због чега преовлада њена арома. Они који воле да пију загрејани бренди могу да затраже да се им се чаша загреје пре него што се бренди наточи.
Англо-индијска употреба обухвата „бранди-пони” (бренди са водом).